# Wilkiea longipes
Wilkiea longipes är en tvåhjärtbladig växtart som först beskrevs av George Bentham, och fick sitt nu gällande namn av Whiffin & Foreman. Wilkiea longipes ingår i släktet Wilkiea och familjen Monimiaceae. Inga underarter finns listade i Catalogue of Life.